# Ballintubber
Ballintubber o Ballintober (Baile an Tobair in gaelico irlandese) è un antico villaggio del Mayo, in Irlanda, conosciuto per la sua abbazia, fondata nel 1216. La traduzione del nome irlandese del luogo è "Villaggio del Bene".

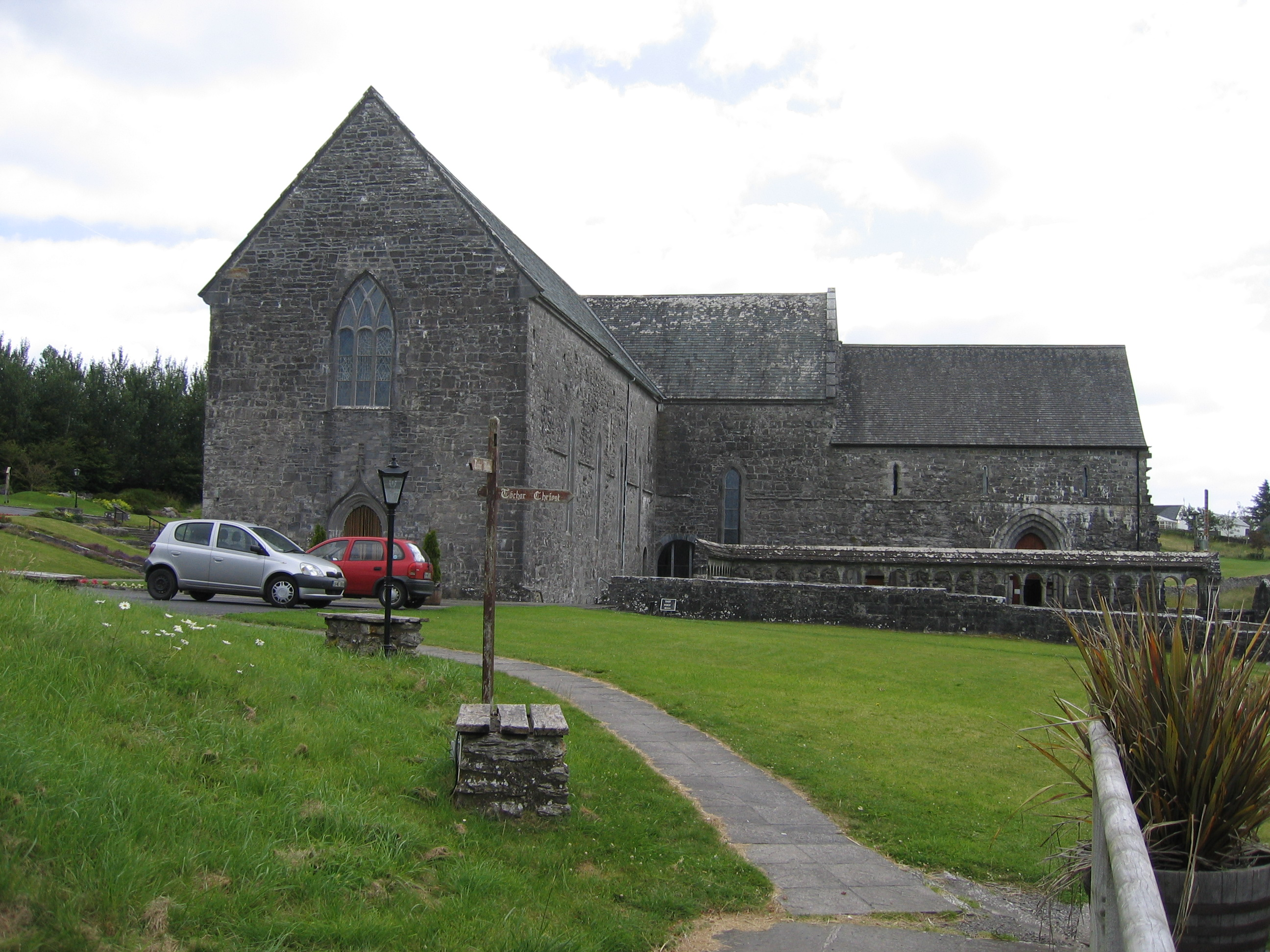
Abbazia di Ballintubber

Situato in un paesaggio contrastato dai monti Partry, l'incontaminata zona rurale di Ballintubber è ricca di cultura ed edifici storici, partendo dalla già citata abbazia sino alle vicine Mayo Abbey e Aghagower.
La storia del villaggio parte dal periodo pre-Cristiano, quando popolazioni vennero da est, attraversando Ballintubber, sulla strada per la montagna sacra della costa occidentale, oggi ben conosciuta come Croagh Patrick.
Quando San Patrizio portò il Cristianesimo in Irlanda nel 441, stabilì e fece edificare nel paese una chiesa, che tuttavia non è la presente abbazia, fondata nel 1216 dal Re Cathal O'Connor. È l'unica chiesa in Irlanda fondata da un re ed ancora utilizzata.